# Campan
 Campan es una población y comuna francesa, situada en la región de Mediodía-Pirineos, departamento de Altos Pirineos, en el distrito de Bagnères-de-Bigorre y cantón de Campan.

## Demografía
| 1458 | 1,546 | 1,481 | 1,458 | 1,390 | 1,483 | 1,472 | 1,465 |
| Para los censos de 1962 a 1999 la población legal corresponde a la población sin duplicidades (Fuente: INSEE [Consultar]) |       |       |       |       |       |       |       |

## Monumentos
El monumento a los muertos de la guerra de 1914-1918 en Campan, es una obra de 1926, del escultor Edmond Chrètien. 43°0′59″N 0°10′37″E / 43.01639, 0.17694

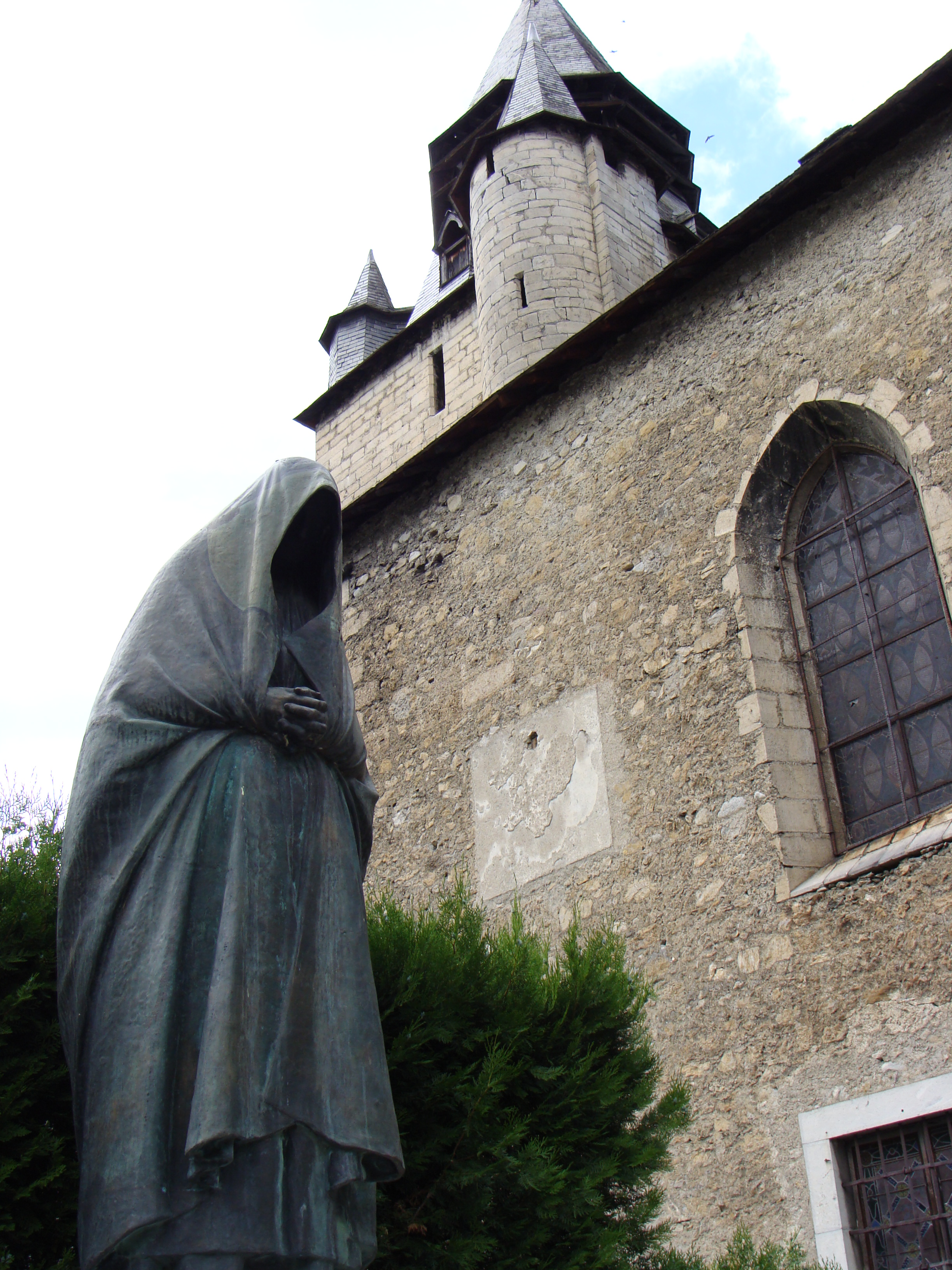

 Pulsar sobre la imagen para ampliar. 